# Parco eolico di Gansu
Il parco eolico di Gansu, chiamato anche Jiuquan Wind Power Base, è un insieme di grandi parchi eolici (parco multiplo) in costruzione nella parte occidentale della regione di Gansu in Cina. Le costruzioni si trovano in un'area desertica vicino alla città di Jiuquan.
Questo progetto è uno dei 6 megaprogetti per la produzione di energia eolica approvati dal governo cinese.
Nel novembre 2010 la potenza nominale dell'intero impianto è arrivata a 5 160 Megawatt prodotti da oltre 3 500 turbine.
Il parco eolico di Gansu si classifica così di gran lunga come il parco in attività più grande del mondo (come produzione di energia) se si considera che al secondo posto per ora c'è il Roscoe Wind Farm, Stati Uniti che arriva "solo" a 781,5 Megawatt.
Con la posa di ulteriori turbine, la produzione totale è stata alzata a 12 710 megawatt. La prossima tappa del progetto prevede di arrivare al completamento nel 2020, con una produzione totale di 20 000 megawatt.
Il costo dell'opera è stimato intorno ai 120 miliardi di yuan (17,5 miliardi di dollari).